# Occidryas
Occidryas är ett släkte av fjärilar. Occidryas ingår i familjen praktfjärilar.

## Dottertaxa tillOccidryas, i alfabetisk ordning[1]
- Occidryas albiradiata
- Occidryas alebarki
- Occidryas alena
- Occidryas andersoni
- Occidryas anicia
- Occidryas augusta
- Occidryas augustina
- Occidryas aurilacus
- Occidryas bakeri
- Occidryas barnesi
- Occidryas baroni
- Occidryas bayensis
- Occidryas beani
- Occidryas belli
- Occidryas bernadetta
- Occidryas blackmorei
- Occidryas boharti
- Occidryas brucei
- Occidryas capella
- Occidryas carmentis
- Occidryas caverna
- Occidryas chalcedona
- Occidryas charlotteae
- Occidryas chuskae
- Occidryas cloudcrofti
- Occidryas colon
- Occidryas colonia
- Occidryas cooperi
- Occidryas cottlei
- Occidryas diamondensis
- Occidryas duncani
- Occidryas dunni
- Occidryas dwinellii
- Occidryas editha
- Occidryas edithana
- Occidryas effi
- Occidryas eurytion
- Occidryas fenderi
- Occidryas fieldi
- Occidryas foxi
- Occidryas fridayi
- Occidryas fusimacula
- Occidryas fusisecunda
- Occidryas georgei
- Occidryas grundeli
- Occidryas gunnisonensis
- Occidryas helvia
- Occidryas hemiluteofusus
- Occidryas hemimelanica
- Occidryas hennei
- Occidryas hermosa
- Occidryas hilli
- Occidryas hopfingeri
- Occidryas howlandi
- Occidryas huellemanni
- Occidryas hutchinsi
- Occidryas idahoensis
- Occidryas irelandi
- Occidryas klotsi
- Occidryas lawrencei
- Occidryas lehmani
- Occidryas leussleri
- Occidryas lorquini
- Occidryas macglashanii
- Occidryas macyi
- Occidryas magdalena
- Occidryas magdalenae
- Occidryas malcolmi
- Occidryas maria
- Occidryas mcdunnoughi
- Occidryas melanodisca
- Occidryas meriana
- Occidryas mirabilis
- Occidryas monoensis
- Occidryas montanus
- Occidryas morandi
- Occidryas nigrisuperipennis
- Occidryas nubigena
- Occidryas olancha
- Occidryas omniluteofuscus
- Occidryas oslari
- Occidryas paradoxa
- Occidryas perdiccas
- Occidryas quino
- Occidryas rubicunda
- Occidryas rubrolimbata
- Occidryas rubrosuffusa
- Occidryas rubyae
- Occidryas sierra
- Occidryas skinneri
- Occidryas spaldingi
- Occidryas sperryi
- Occidryas sternitzkyi
- Occidryas suprafusa
- Occidryas supranigrella
- Occidryas svihlae
- Occidryas taylori
- Occidryas thielsenensis
- Occidryas thornei
- Occidryas tiogaensis
- Occidryas truckeensis
- Occidryas umbrobasana
- Occidryas wallacensis
- Occidryas veazieae
- Occidryas venusta
- Occidryas wheeleri
- Occidryas victoriae
- Occidryas windi
- Occidryas wrighti